# Herman De Roover
Herman De Roover (Eeklo, 1 juli 1895 – Brugge, 21 oktober 1973) was een Vlaams leraar en schrijver.

## Levensloop
Na studies in de normaalschool van Malonne werd hij onderwijzer in de rijksmiddelbare school in Brugge (1922-1955).
Bij de uitgeverij Lode Opdebeek in Antwerpen nam hij de leiding over een Wetenschappelijke reeks voor de jeugd.
In 1934 werd hij stichtend voorzitter van de fotokring "Brugse Fotoamateurs". Hij bracht een aanzienlijk aantal leden bijeen, die de creatieve mogelijkheden van de fotografie ontgonnen. De vereniging, onder de naam Brugs Foto-atelier bleef actief tot heden.
Hij was de grootvader van Bruno De Roover.

## Publicaties
- Zwoegen, roman, Brugge, Excelsior, 1924, onder pseudoniem H. van Eikenland.
- Populair-wetenschappelijke publicaties voor de jeugd, onder leiding van H. De Roover, uitgever Lode Opdebeek, Antwerpen.
  - De geschiedenis van de tijdbepaling, 1927, onder pseudoniem R. Ehnam.
  - Beiaarden en hun klokkenspel, 1928, ps. R. Ehnam.
  - De Verlichting door de eeuwen heen, 1928, ps. R. Ehnam.
  - De Vlaamsche pottenbakkerskunst, 1928, G. De Graeve en R. Ehnam.
  - Glas en Glaswerk, 1929, met Herman van Veerdegem.
  - Stoom en Stoomtuigen, 1931, met Herman van Veerdegem.
  - Bliksem en Donder, collectief pseudoniem F. A. H. Tres.
  - Radio, ps. R. Ehnam.
- Handboek voor handelswetenschappen en boekhandel, z. j.

## Eigenaardigheid
Gedurende vele jaren was De Roover een bijna dagelijkse bezoeker van de Brugse stadsbibliotheek. Toen de uitleenbibliotheek tot ontwikkeling kwam, volgde hij met aandacht de evolutie ervan, die hij te 'permissief' vond.
Rond 1965 liet hij aan het college van burgemeester en schepenen het bibliotheekexemplaar bezorgen van Ik Jan Cremer, dat hij als immoreel beoordeelde. Hij verpakte het in talrijke stevig toegeplakte lagen krantenpapier en eiste dat het schepencollege het boek uit de rekken zou doen nemen. Het college gaf opdracht aan stadssecretaris Jos Bernolet om hierover een onderzoek te doen en hij kwam tot het besluit dat het boek wel in een openbare uitleenbibliotheek thuishoorde. Herman De Roover was hoogst ontevreden.